# Rudolf Tischner
Rudolf Tischner (* 3. April 1879 in Hohenmölsen; † 24. April 1961 in Garstedt) war ein deutscher Augenarzt, Okkultist und Schriftsteller.
Nach seinem Medizinstudium praktizierte Tischner als Augenarzt in München. Bemerkenswert war seine fast vollständige Gehörlosigkeit nach einer Tuberkuloseerkrankung. Obwohl er selbst kein Homöopath war, schrieb er vielbeachtete Artikel darüber, darunter den Klassiker Das Werden der Homöopathie. Der evidenzbasierten Medizin verpflichtet, plädierte er für eine Zusammenführung dieser mit der Homöopathie.
Tischner beschäftigte sich intensiv mit parapsychologischen Phänomenen, der Telekinese, Telepathie und dem Okkultismus. Er führte in diesen Richtungen zahlreiche Versuche durch und verfasste zum Teil umfangreiche Werke darüber.

## Werke (Auswahl)
- Über Telepathie und Hellsehen. Experimentell-theoretische Untersuchungen. Bergmann, München 1920. 2. Aufl. 1921
  - englische Übersetzung unter dem Titel Telepathy and clairvoyance : by Rudolf Tischner; translated by W.D. Hutchinson, with an introduction by E.J. Dingwall. K. Paul, Trench, Trubner & Co. London 1925 Hathitrust
- Monismus und Okkultismus. Mutze, Leipzig 1921.
- (Herausgeber von; geschrieben von August Friedrich Ludwig) Geschichte der okkultistischen (metaphysischen) Forschung von der Antike bis zur Gegenwart. Teil 1: Von der Antike bis zur Mitte des 19. Jahrhunderts. Baum, Pfullingen 1922. Internet Archive
- Einführung in den Okkultismus und Spiritismus. Bergmann, München 1923.
- Geschichte der okkultistischen (metaphysischen) Forschung von der Antike bis zur Gegenwart. Teil 2: Von der Mitte des 19. Jahrhunderts bis zur Gegenwart. Baum, Pfullingen 1924.
- (Hrsg.) Das Medium D. D. Home. Untersuchungen und Beobachtungen (nach Crockes, Butlerow, Varley, Aksákow und Lord Dunraven). Mutze, Leipzig 1925.
- Fernfühlen und Mesmerismus. (Exteriorisation der Sensibilität). (Grenzfragen des Nerven- und Seelenlebens, Band 120) Bergmann, München 1925. Internet Archive
- Der Okkultismus als Natur- und Geisteswissenschaft. Enke, Stuttgart 1926.
- Franz Anton Mesmer, Leben, Werk und Wirkungen. Verlag der Münchner Drucke, München 1928.
- Die Entdeckung des Similesatzes durch Hahnemann. Allgemeine Homöopathische Zeitung 1932, Nr. 4/5, S. 346–358 Internet Archive
- Über den Begriff des „Dynamischen“ bei Hahnemann. Allgemeine Homöopathische Zeitung 1932, Nr. 4/5, S. 358–367 Internet Archive
- Die Bildwerke Hahnemanns und ihre Schöpfer. Schwabe, Leipzig 1934.
- (mit Karl Bittel) Mesmer und sein Problem. Magnetismus, Suggestion, Hypnose. Hippokrates, Stuttgart 1941.
- Ergebnisse okkulter Forschung, eine Einführung in die Parapsychologie. Deutsche Verlags-Anstalt, Stuttgart 1950.
- Das Werden der Homöopathie. Geschichte der Homöopathie vom Altertum bis zur neuesten Zeit. Hippokrates, Stuttgart 1950.
- Samuel Hahnemanns Leben und Lehre. Haug, Ulm 1959.
- Geschichte der Parapsychologie. 2., stark umgearbeitete Aufl. der Geschichte der okkultistischen Forschung usw. von 1920 (1. Teil) und 1924 (2. Teil). Pustet, Tittmoning 1960.